# Ulrich Geiger

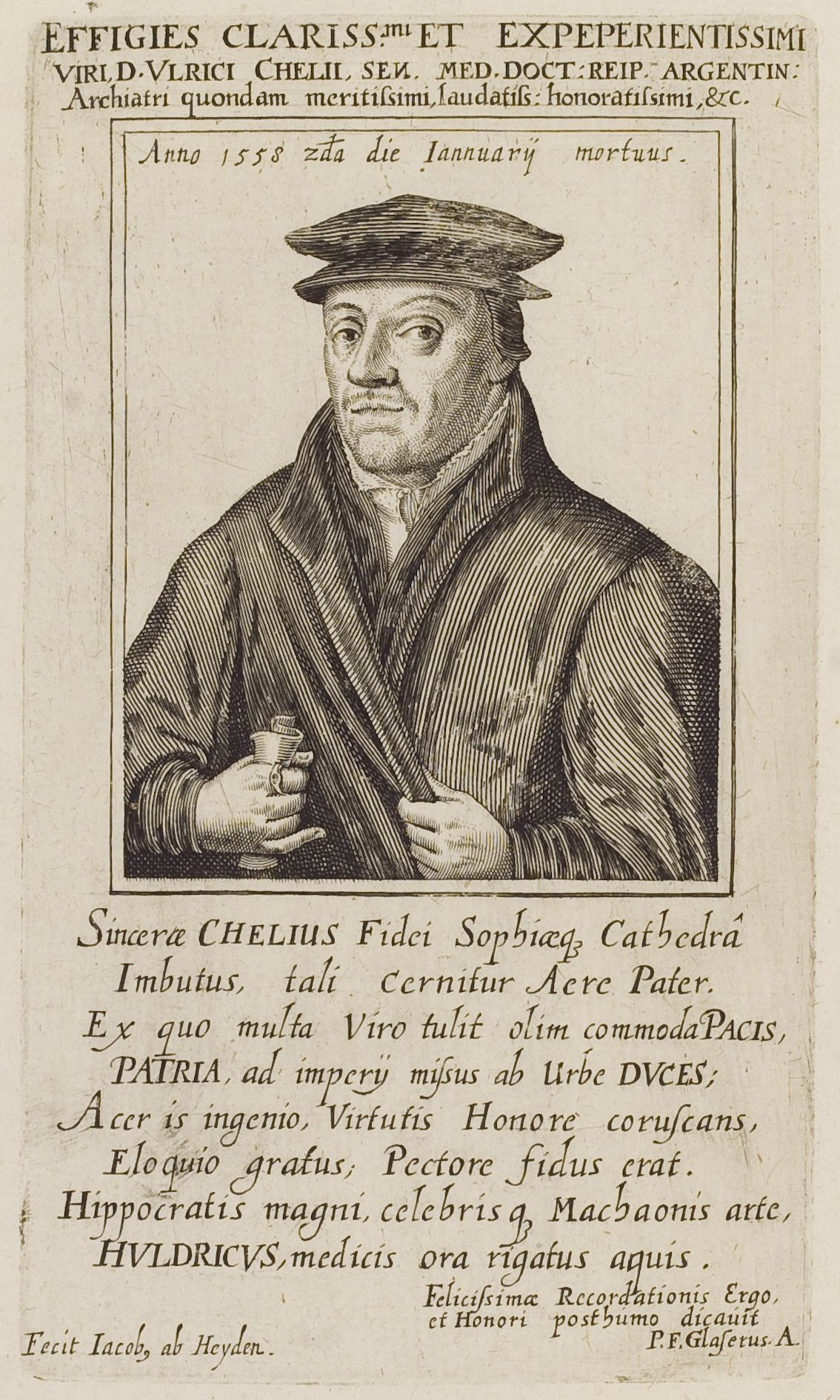
Ulrich Geiger – Udalricus Chelius

Ulrich Geiger, auch Gyger, Giger, lateinisch Udalricus Chelius (* um 1500 in Pforzheim; † 2. Januar 1558 wohl in Strassburg) war ein deutscher Arzt und Diplomat.

## Leben
Ulrich Geiger immatrikulierte sich am 9. Juli 1520 an der Universität Wittenberg. Im November 1526 war er in Strassburg ärztlicher Gehilfe von Paracelsus und ging 1527 mit diesem nach Basel. Dort sagte er am 21. Mai 1527 vor Gericht aus und nahm am 15. Juni 1527 die Besoldung für Paracelsus in Empfang, verließ ihn aber offenbar bald danach.
Am 1. März 1529 ist Geiger in Solothurn bezeugt, dort war er wohl schon 1528 Stadtarzt. Von Solothurn wurde er für ein Jahr zur weiteren Ausbildung nach Paris geschickt, vielleicht hat er dort auch doktoriert. Am 25. Februar 1530 war er wieder Stadtarzt in Solothurn und verdiente mit der halben Besoldung das Stipendium in Paris ab. Er wurde Leibarzt von Louis Daugerant, Seigneur de Boisrigaut, Ambassador Frankreichs bei der Eidgenossenschaft. Aus konfessionellen Gründen verließ er Solothurn (vielleicht 1533), blieb aber in enger Verbindung mit der französischen Krone: 1534 stand er im Dienst des Diplomaten und Feldherrn Guillaume Du Bellay, Seigneur de Langey (1491–1543), später des Staatsmanns und Kardinals Jean du Bellay. 1534 empfing er vom französischen König Franz I. für geleistete Dienste 675 Livres tournois.
Ulrich Geiger ließ sich als Arzt in Strassburg nieder und heiratete 1536 Ursula, Tochter des Gerbers und Kaufherrn Nikolaus Münch. Wiederholt versah er politische Missionen im Auftrag der Stadt: In der diplomatischen Korrespondenz kommt er zwischen Dezember 1534 und Dezember 1555 174-mal vor. Auch wirkte er z. B. beim Landgrafen Philipp dem Großmütigen von Hessen für die französischen Interessen. 1545 reiste er zusammen mit Johannes Sturm nach Frankreich und hatte zwei Audienzen bei König Franz I. Im Mai 1555 ernannte ihn Kurfürst Friedrich II. von der Pfalz zu seinem Leibarzt, Geiger blieb aber bis zu seinem Tod in Strassburg wohnhaft. Das Sterbedatum ist durch sein von Jacob van der Heyden gestochenes Porträt überliefert. Der Sohn Ulrich wurde ebenfalls Arzt in Strassburg (Michael Toxites erwähnt ihn 1578 in seiner Ausgabe von Paracelsus: De morbo gallico).